# Molí de Can Terrades
El Molí de Can Terrades és una obra de Dosrius (Maresme) protegida com a Bé Cultural d'Interès Local.

## Descripció
Del molí de can Terrades en queden les estructures de paredat comú a base de morter de calç i presència de maó.
Les restes del que devia ser l'habitatge del moliner són uns murs d'una alçada aproximada d'un metre i mig. Trobem les arrencades d'algunes obertures i una llinda amb una inscripció il·legible. Es conserva la sortida del carcavà, amb un arc rebaixat de maó a la base d'un dels murs.
També es conserva el pou vertical de secció circular que s'utilitzava per a produir el salt, així com part dels murs que formaven la bassa. Aquests murs presenten contraforts per tal de contenir la força de l'aigua que contenia la bassa.

## Història
El molí de can Terrades ha rebut diferents noms al llarg de la història. La primera referència documentada seria l'any 1453 i aleshores s'anomenava molí del castell. Després es va anomenar molí de Dosrius o de Saborit, rebia aquest nom del seu propietari Francesc Saborit. Passà a anomenar-se molí de can Terrades a mitjan segle xvi.